# Interpretazione autentica
L'interpretazione autentica, con l'interpretazione giudiziale e interpretazione dottrinale rappresenta una delle forme interpretative delle norme giuridiche.

È detta interpretazione autentica l'interpretazione della legge effettuata dal medesimo organo che ha posto in essere l'atto normativo. È un meccanismo normativo, non interpretativo, poiché impone norme ed è fonte del diritto.

## Italia
Nell'ordinamento giuridico italiano la principale di tali norme è la legge di interpretazione autentica, approvata dal legislatore per scegliere quale, fra le possibili interpretazioni di una o più disposizioni, sia da considerare espressione della volontà del legislatore. Proprio perché tale legge individua l'interpretazione autentica fra le diverse interpretazioni possibili, tale legge generalmente dispiega i suoi effetti ex tunc, ossia dal momento in cui la legge oggetto dell'interpretazione è entrata in vigore, e non solamente ex nunc. In altre parole tale legge è generalmente retroattiva, anche se la questione è dibattuta da alcuni giuristi e sono comunque previste eccezioni, specie relativamente al diritto penale. 

La possibilità di una legge di interpretazione autentica, pur accettata dalla giurisprudenza, non è esplicitamente prevista dalla Costituzione, mentre era espressamente formulata nello Statuto albertino, che all'Art. 73 recitava “L’interpretazione della legge in modo per tutti obbligatorio spetta esclusivamente al potere legislativo“ 
Una legge di interpretazione autentica non può avere valore innovativo: cioè non è possibile mascherare da interpretazione autentica una legge nuova.